# Chos Malal (Neuquén)
Chos Malal is een plaats in het Argentijnse bestuurlijke gebied Chos Malal in de provincie Neuquén. De plaats telt 11.361 inwoners.